# Региональные почтовые марки Великобритании
Региональные почтовые марки Великобритании (англ. country definitives) — почтовые марки, эмитируемые для регионов Великобритании и отражающие региональную идентичность тех или иных административно-политических частей (или home nations, как обычно также обозначают страны Великобритании) и островов Британии (коронных земель). Они были впервые введены в 1958 году для почтовых нужд на территории Нормандских островов (Джерси, Гернси), острова Мэн, Северной Ирландии, Шотландии и Уэльса, а позднее (2001) и Англии. Дизайн марок повторял таковой на стандартных марках Великобритании, но дополнительно включал местные эмблемы.
Хотя региональные выпуски, как правило, продавались в почтовых отделениях на соответствующей территории, все они были действительны для оплаты почтового сбора по всей Великобритании, а также в британских коронных землях (Нормандские острова, остров Мэн), пока последние не обрели почтовую самостоятельность и не стали употреблять собственные марки: Гернси и Джерси — в 1969 году, Мэн — в 1973 году.

## Предыстория
Почтовые марки были впервые выпущены Великобританией в мае 1840 года и находились в обращении на всей территории Соединённого королевства Великобритании и Ирландии до 1922 года и на территории Соединённого Королевства Великобритании и Северной Ирландии после этого.
По завершении Второй мировой войны появилась идея выпуска региональных почтовых марок, с тем чтобы помочь развитию туризма на Нормандских островах, оккупированных во время войны германскими войсками. Эту концепцию распространили на все регионы Великобритании, и были даже подготовлены эссе марок с изображением головы короля Георга VI и региональной символики. Однако сами марки так и не увидели свет.

## Ранние эмиссии

### Серия «Уайлдинг»
Первые марки региональных выпусков, номиналом в 3 пенса и тёмно-лилового (deep lilac) цвета, появились 18 августа 1958 года для употребления на Нормандских островах, на острове Мэн, в Шотландии, Уэльсе и Северной Ирландии. Для рисунков этих марок использовался тот же портрет королевы Великобритании Елизаветы II, что и для общебританской серии «Уайлдинг». Последняя была выполнена с использованием фотографии королевы работы Дороти Уайлдинг, что в дальнейшем определило закрепившееся за серией название. Однако дизайн региональных марок был переработан с включением в него символики, характерной для каждой из административно-политических частей или коронных земель. Позднее были изданы марки других номиналов.
Точные даты некоторых эмиссий неизвестны, поскольку одни марки поступили вначале в продажу в Филателистическом бюро в Эдинбурге, другие — в филателистическом окне в Лондоне, а третьи — в соответствующем регионе. Согласно Л. Л. Лепешинскому, за период с 1958 по 1963 год было выпущено по три вида региональных почтовых марок для Северной Ирландии, Шотландии и Уэльса и один — для острова Мэн.
Марки островов Мэн, Гернси и Джерси не могли применяться для гербового сбора, поэтому надпись «Revenue» на них отсутствовала. В 1969 году региональные выпуски для островов Гернси и Джерси были изъяты из обращения и взамен них введены собственные марки.

### Серия «Машен»
После перехода на десятичную денежную систему в 1971 году, региональные марки Северной Ирландии, Шотландии, Уэльса и острова Мэн прежнего типа, «уайлдинги», были заменены на новые — «машены», которые получили своё название по фамилии дизайнера Арнольда Машена, их разработавшего. На марках серии «Машен» был помещён уменьшенный портрет королевы Елизаветы II в профиль, который использовался на общебританских стандартных марках, начиная ещё с 5 июня 1967 года.
Первые региональные марки типа «Машен» поступили в почтовое обращение 7 июля 1971 года. На каждой марке был изображён портрет королевы с региональными эмблемами в верхнем левом углу. Изображения последних были подготовлены художником Джеффри Мэтьюсом) и были следующими:
- трискелион[12] — для марок острова Мэн,
- «красная рука Ольстера»[13] в шестиконечной звезде под короной — для марок Северной Ирландии,
- вздыбленный лев[14] — для марок Шотландии и
- валлийский дракон[15] — для марок Уэльса.

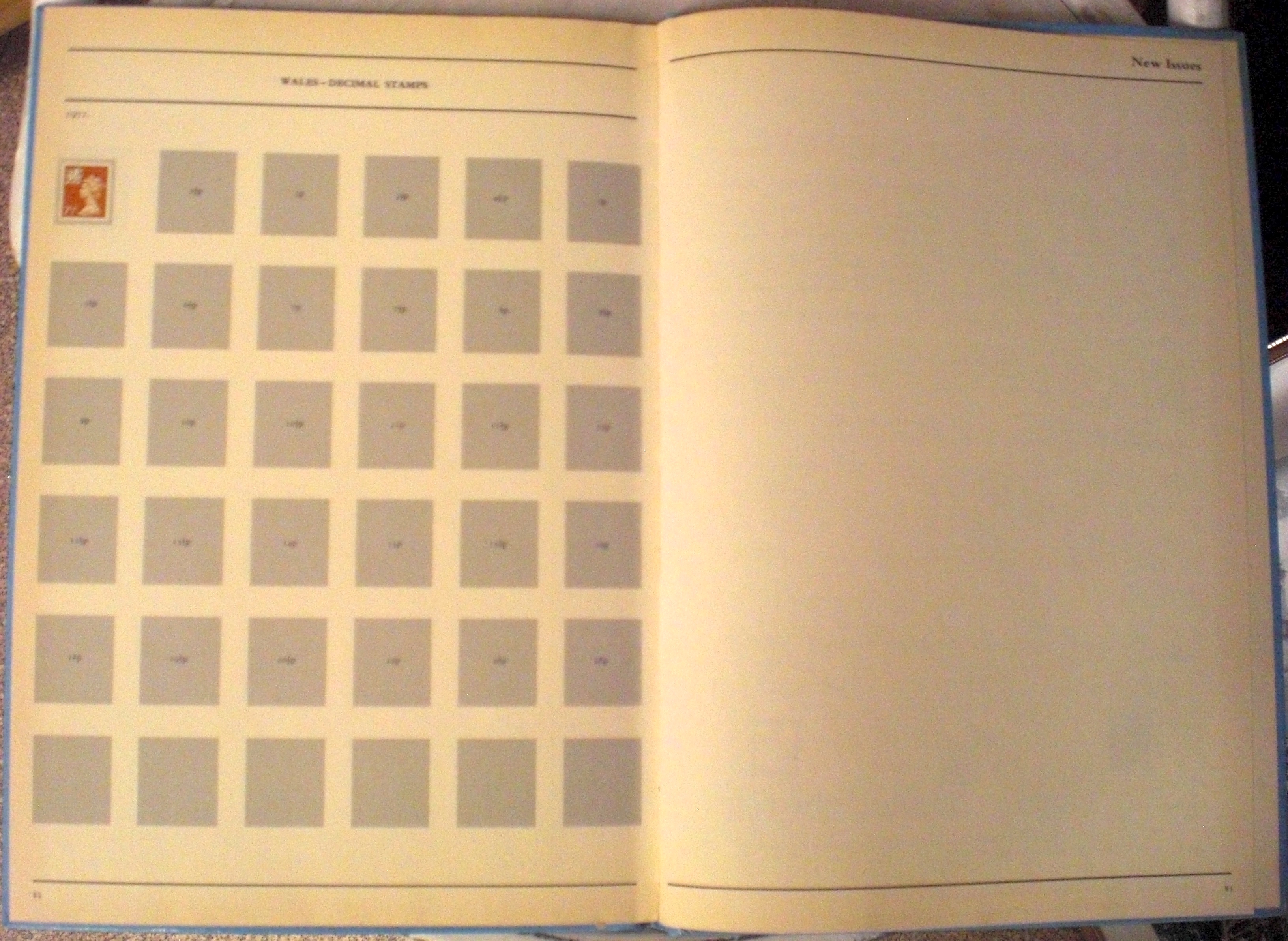
Страница для марок Уэльса десятичных номиналов из альбома фирмы «Стэнли Гиббонс»

Региональный выпуск острова Мэн из Машен (стандартная серия Великобритании) номиналом в 7½ пенса, 1971(Sc #11)

В 1973 году региональные выпуски для острова Мэн были изъяты из обращения и заменены собственными марками. Это было вызвано тем, что 5 июля того года остров Мэн получил почтовую самостоятельность, поэтому всего для этого региона были напечатаны только четыре марки типа «Машен»:
- 2½ пенса — ярко-пурпурная (bright magenta),
- 3 пенса — ультрамариновая (ultramarine),
- 5 пенсов — красновато-фиолетовая (reddish violet),
- 7½ пенса — каштанового цвета (chestnut).

### Особенности цвета марок
Марки одного и того же номинала из серии «Уайлдинг» в разных регионах имели одинаковую расцветку и оставались таковыми на протяжении весьма длительного периода — до 1971 года, когда перешли на использование дизайна марок из общебританской серии «Машен». Исключение составила почтовая миниатюра номиналом в 4 пенса, которая выходила в трёх сменявших друг друга цветовых вариациях — ультрамариновой (ultramarine), оливково-коричневой (olive brown, или olive-sepia) и ярко-красной (bright red, или vermilion). К первому изменению цвета четырёхпенсовой марки прибегли для приведения его в соответствие с расцветкой на почтовых марках Великобритании из новой серии «Машен». Затем цвет четырёхпенсовой миниатюры был подвергнут изменению из-за жалоб на то, что дату на почтовых штемпелях (крайне важную для ставок футбольного тотализатора) нельзя было различить на слишком тёмном марочном фоне. Наконец, все региональные марки номиналом в 4 пенса была снова изменены в соответствии с новым ярко-красным цветом британской марки типа «Машен».
Цвета региональных выпусков типа «Машен» были такими же, что и у общебританских выпусков из той же серии. Однако есть несколько исключений: к примеру, у региональных марок номиналом в 4½ пенса синий оттенок темнее. Не все номиналы и цвета общебританского выпуска представлены на региональных марках, но, поскольку эти рисунки оставались в обращении в других регионах до конца XX века, в общей сложности было эмитировано большое число различных номиналов.

## Современные эмиссии
В период с 1999 по 2001 год на смену серии «Машен» пришли так называемые «красочные выпуски» (pictorial issues) — почтовые марки новых, красочных рисунков для четырёх основных административно-политических частей Великобритании, в том числе (впервые!) для Англии. Новые марки четырёх номиналов появились вначале, 8 июня 1999 года, для Шотландии и Уэльса, 6 марта 2001 года — для Северной Ирландии и, наконец, 23 апреля 2001 года — для Англии. На каждой почтовой марке была изображена геральдическая и иная национальная символика соответствующей административно-политической единицы. Первоначально они были без рамок (то есть без полей по краю марки), но в 2003 году их сменили марки с белыми полями.
Региональные марки для Шотландии, Северной Ирландии, Уэльса и Англии продолжают издаваться до настоящего времени. По мере изменения почтовых тарифов изменялись и номиналы некоторых марок. Указание на марках номиналов второго («2nd») и первого класса («1st») осталось прежним, однако номинал «E» вначале был возвращён к 40 пенсам, а затем последовательно рос до 42, 44, 48, 50 и 56 пенсов. Марки номиналом в 64 или 65 пенсов перевыпускались с номиналами в 68, 72, 78, 81, 90 и 97 пенсов.

Первоначальные красочные региональные стандартные марки Великобритании для Англии, Шотландии, Уэльса и Северной Ирландии
с силуэтным изображением Елизаветы II в правом верхнем углу, 1999—2001(Sc #1—4; 14—17; 13—16; 12—15)

## Памятный выпуск
29 сентября 2008 года британское почтовое ведомство отметило 50-летие выхода первых региональных марок Великобритании серией из девяти миниатюр, повторивших сюжеты марок 1958 года с портретом Елизаветы II типа «Уайлдинг». В серию вошли по три марки, предназначенные для Уэльса, Шотландии и Северной Ирландии. На всех марках был проставлен один и тот же номинал — «1st» (первый класс).

## Выпуски Нормандских островов

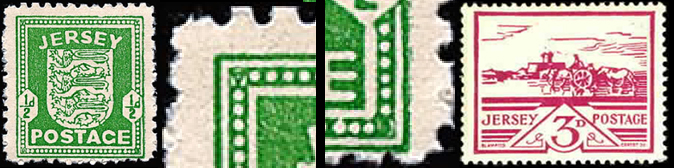
Оккупационные выпуски Джерси, 1941 и 1943(Sc #N1 и N8)

Известны почтовые марки Нормандских островов, которые были выпущены локально и находились в обращении во время германской оккупации островов в 1940—1945 годах. В период с 1958 по 1969 год здесь применялись региональные марки типа «Уайлдинг».
По данным Л. Л. Лепешинского, всего в 1941—1963 годах было эмитировано девять почтовых марок для Джерси и шесть — для Гернси.
1 октября 1969 года острова Джерси и Гернси обрели почтовую самостоятельность, и каждый из них подготовил собственные инаугурационные серии. Бейливик Гернси включает острова Олдерни, Херм и Сарк, все из которых использовали выпуски Гернси с 1969 года. Олдерни издает собственные почтовые марки с 1983 года, причем они действительны на всей территории бейливика Гернси.